# Peruanischer Nackthund
Der Peruanische Nackthund (spanisch Perro sin pelo del Perú) ist eine von der FCI anerkannte Hunderasse aus Peru (FCI-Gruppe 5, Sektion 6, Standard Nr. 310). In Peru ist die Hunderasse auch unter dem Namen Viringo bekannt.

## Herkunft und Geschichtliches
Die Herkunft des Peruanischen Nackthundes ist noch weitgehend ungeklärt. Nach Abbildungen auf archäologischen Funden und nach alten Hundeskelettfunden geht man davon aus, dass die Rasse bereits seit über 1000 Jahren in Südamerika existiert. Die Hunde, heute nationales Kulturgut in Peru, galten wohl bereits damals als besondere Haustiere und wurden wegen der ihnen zugesprochenen Heilwirkungen gegen Krankheiten verehrt und geschätzt. Eng verwandt sind sie mit den Mexikanischen Nackthunden und den Chinese Crested Dogs.

## Beschreibung
Der Peruanische Nackthund ist ein schlanker, eleganter Hund mit windhundartigem Aussehen. Die FCI unterteilt diese Rasse in drei Größenklassen mit jeweils angepasstem Gewicht:
- Klein: von 25 bis 40 cm, bis 8 kg,
- Mittel: von 40 bis 50 cm, bis 12 kg,
- Groß: von 50 bis 65 cm, bis 25 kg.

Die Felllosigkeit der Rasse resultierte aus einer spontanen Mutation, die den nackten Hunden im Laufe der Evolution keine Nachteile oder möglicherweise sogar Vorteile (z. B. geringere Anfälligkeit für Parasiten) gegenüber ihren behaarten Verwandten verschafft hat. Durch die frühe Nutzung als Haustier könnte auch eine menschliche Bevorteilung jenseits der natürlichen Selektion stattgefunden haben.
Der Rassestandard gestattet das Vorhandensein einiger Haarreste auf dem Kopf und an den Enden von Gliedmaßen und Rute, wobei die völlige Haarlosigkeit züchterisch angestrebt wird. Die Farbe der glatten, dicken und elastischen Haut reicht von schwarz bis grau in unterschiedlichen Tönen über dunkelbraun bis hin zu hellblond. Alle diese Farben können einfarbig oder weißgefleckt auftreten. Während die dunklen Rassevertreter im Sommer einfach nur "braun" werden, müssen die hellhäutigen und gefleckten langsam an die Sonneneinstrahlung gewöhnt und gegebenenfalls mit Sonnenmilch geschützt werden.
Die mittelgroßen Ohren müssen beim aufmerksamen Hund aufrecht stehen, in Ruhestellung werden sie oft nach hinten gelegt.
Das mutierte Allel, welches die Felllosigkeit hervorruft (H), ist für dieses Merkmal dominant, führt aber nur heterozygot (Genotyp Hh) zu lebensfähigen Nachkommen. Die Embryos, die homozygot (HH) für die Felllosigkeit sind, entwickeln sich schon kurz nach der Zeugung nicht weiter und werden im Mutterleib resorbiert (rezessiver Letalfaktor). Weil nackte Hunde nur mit heterozygotem Genotyp vorkommen, können sie nicht rein gezüchtet werden: Bei der Zucht entstehen auch behaarte Peruanische Nackthunde (Genotyp hh), die wie die südamerikanischen Bergozelots als „Peludos“ bezeichnet werden. Das mutierte Allel scheint außerdem mit den Anlagen für die Zahnentwicklung verknüpft zu sein. Nackthunde haben fast immer unvollständige Gebisse.

## Wesen
Peruanische Nackthunde gehören zu den Hunderassen vom Urtyp und haben sich daher einige ursprüngliche Verhaltensweisen bewahrt. Die Hunde sind aufmerksam, intelligent, selbstsicher, unabhängig und verträglich. Sie binden sich eng an ihre Besitzer. Fremden Menschen gegenüber reagieren sie oft eher zurückhaltend, aber nicht ängstlich oder aggressiv. Windhundtypisch sind Peruanische Nackthunde im Haus sehr ruhig und anpassungsfähig, aber auch wachsam.

## Verwendung
Haus- und Begleithund.